# Jørgen C. F. Olsen

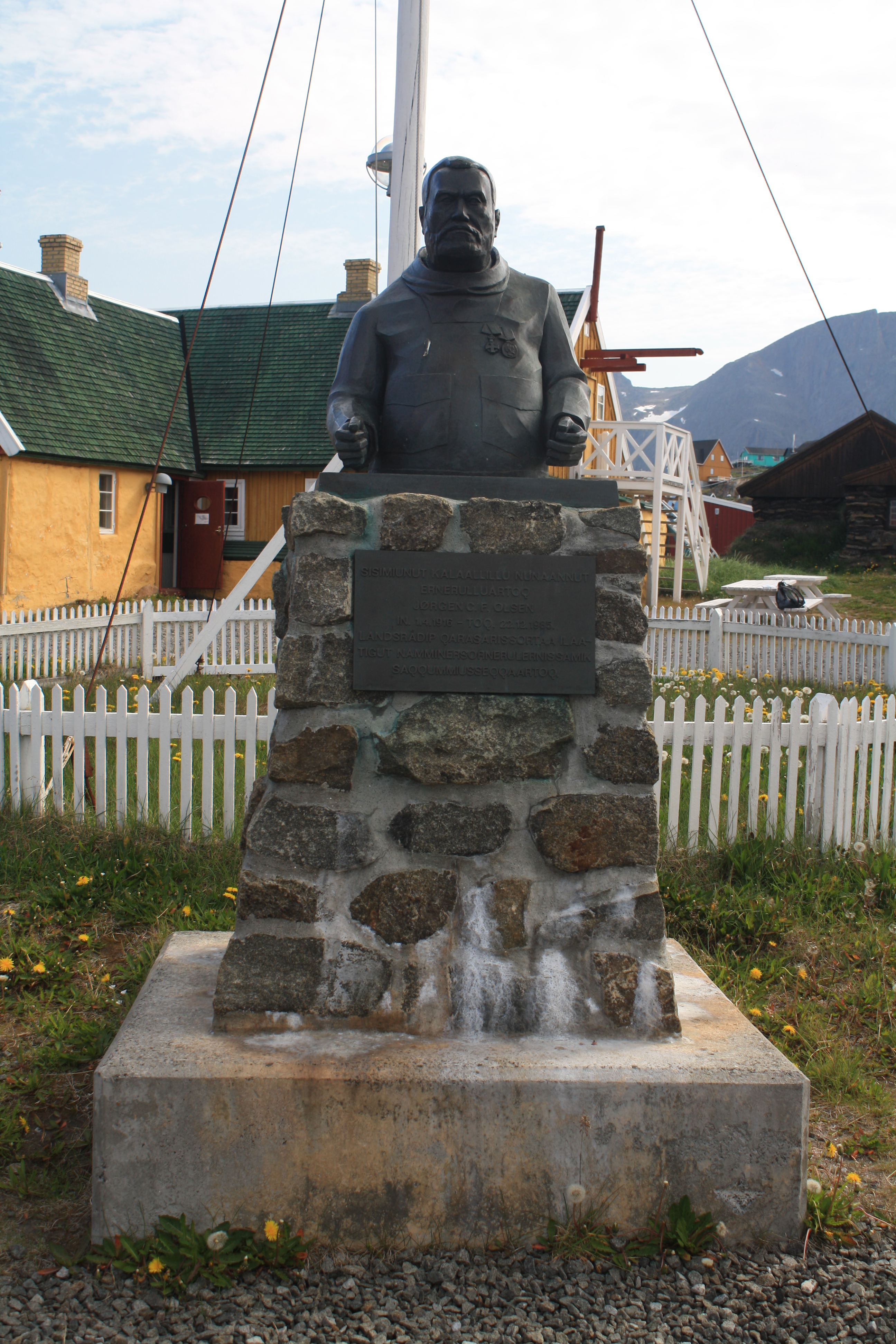
Gedenkstein für Jørgen C. F. Olsen in Sisimiut.

Jørgen Klemens Valdemar Frederik Olsen (kurz Jørgen C. F. Olsen; * 1. April 1916 in Qerrortusoq; † 22. Dezember 1985) war ein grönländischer Politiker.

## Leben
Jørgen Olsen war der Sohn des Katecheten Sivert Gustav Simon Olsen (1879–1936) und seiner Frau Rakab Jonasine Ane Bech (1885–1920). Nach dem frühen Tod der Mutter wuchs er bei seiner Größmutter auf. Er war seit 1944 verheiratet mit Haggene Andrea Agnes Margrete Poulsen (* 1925) aus Atammik, der Tochter von Boas Hans Jonathan Poulsen (1902–1936) und seiner Frau Marie Johanne Hansine Lennert (1903–?). Moses Olsen (1938–2008) war sein Neffe.
Olsen war Jäger im seit den 1960er Jahren verlassenen Qerrortusoq. 1932 begann er aber aufgrund seines Talents in Sisimiut eine Handelslehre zu absolvieren und anschließend wurde er in Nuuk zum Telegrafisten ausgebildet. Daher arbeitete er ab 1934 in Sisimiut als Telegrafist und Buchhalter, ab 1943 dazu als Wetterbeobachter. 1944 gründete er die Lokalzeitung Piniartoĸ („Jäger“), die heute Paortoĸ („Kajakfahrer“) heißt. 1949 gründete er eine Abendschule und eine Polizeistation. 1950 erkrankte er an Tuberkulose und wurde bis 1953 in Dänemark behandelt. 1964 wurde er erster grönländischer Radiooberassistent und 1969 pensioniert.
1942 wurde er in den Gemeinderat der Gemeinde Sisimiut gewählt und zum Vorsitzenden ernannt. 1949 saß er als Vertretung für Frederik Lennert eine Sitzung in Grønlands Landsråd und dann von 1955 bis 1979 durchgängig, bevor er mit 63 altersbedingt nicht den Schritt ins erste Inatsisartut ging. Er war in einer Menge Ausschüsse vertreten wie beispielsweise dem Grønlandsrådet. Zudem war er Vorsitzender der König-Christians-X.-und-Königin-Alexandrines-Stiftung und der Radioverwaltung. Er war außerdem im Aufsichtsrat von Grønlands Tekniske Organisation tätig.
Olsen war ein radikaler Gegner der dänischen Oberhoheit in Grönland. Sein früher Kampf für grönländische Autonomie brachte ihm in Dänemark den Ruf eines Revolutionärs ein, in Grönland aber den Spitznamen Grønlands Lumumba. Er setzte durch, dass Landshøvding Niels Otto Christensen 1967 den Vorsitz im Landesrat zugunsten eines intern gewählten Landesratsvorsitzenden aufgab. Erster Vorsitzender wurde Erling Høegh, später dessen Cousin Lars Chemnitz.
In Sisimiut wurde die Straße Olsenip Aqquserna nach ihm benannt. Dort wurde er auch 1978 zum Ehrenbürger ernannt und zudem mit einem Denkmal geehrt. 1968 wurde er zum Ritter des Dannebrogordens ernannt. 1975 erhielt er die Fortjenstmedaljen in Silber.